# Чамту
Чамту (лезг. Чамту вах, Курах; Курахский союз — Курах) — героиня лезгинского фольклора, почитаемая как образец чести, мести, храбрости, богобоязненности и наивысших нравственных качеств лезгинской женщины.

## Биография
Родилась в Курахе, воспитывалась вместе с семерыми ее братьями, была единственной дочкой. Согласно преданиям ее имя в переводе с лезгинского означает «отважная» (буквально ча - дай, мтIу - отпор), имя дал ей дед. Чамту с рождения была наделена серьезностью и большим чувством ответственности, потому уже довольно в юном возрасте она смогла выучить Коран и начать его преподавать среди курахских детей. В соответствии с давней традицией лезгин с связи постоянными воинами, каждая лезгинка должна была уметь залечивать ранненых мужчин, она справлялась лучше всех в селе. Однако согласно народным сказанием в юном возрасте теряет отца, его убивают шииты, а позже убивают семерых ее братьев и мать.

## История о подвиге Чамту
Как-то раз Надир-шах разорив Курах принимает решение провести показательный пир местным жителям. Его слуги быстро подготавливают место, а также собирают разных участников для всевозможных игр и состязаний. В верховом езде всех персов побеждает некий житель Кураха в черной папахе и закрытым лицом. Озлобленный дерзостью курахца шах приказывает, вызвать горца на состязание с его лучшим воином. Все молчат, они знают что выиграть у перса, значит добровольно переселиться на тот свет. Однако, тот же человек на черном коне, крепко натянув папаху на лицо, этим же ее прикрыв выходит вперед и одолевает перса. Шах взбесился, когда его любимый силач оказался на земле, с отрезанной головой на глазах у всей его орды. Он приказывает его немедленно убить, однако в этот момент Чамту снимает с лица повязку, все видят лезгинская женщина одолела лучшего воина шаха, тем самым его опозорив. Оказавшись в непредвиденной ситуации, шах велит прислугам не трогать ее. Но Чамту, целью которой была месть, за убитых своих семи братьев а также отца и матери, схватившись за меч нападает на шаха. Однако не сумев убить его, схватив за волосы лучшего его командира бросаться в обрыв. Однако по версии историка Багомеда Алиева ее загоняют под копыта коня и убивают. Также он отмечает, после этого случая, шах чинил расправу над ни в чем невинными женщинами Дагестана, загоняя их под копыта коней.

## Память
Отрывок из народного сказания о Чамту:
...Хуьрера кас амачир женг чІугвадай,

Душман рекьиз, яракь, къуват кІватІзавай.

Са руш авай игит хьтин аквадай,

Адан рикІе кьисас вахчун къаст авай.

Ирид стха телеф хьанвай женгера,

Диде-буба, кьведни кьенвай душманди.

Къастунин цІай куькІуьннаваз жигерра,

Давамзавай руша уьмуьр пашмандиз.

Вичел партал алукІна хьиз стхайрин,

Малумарнана гьазур тирди женгиниз.

Кьисас вахчуз кьейи кьадар архайрин,

Гьазур тир ам къуват хкун гуьнгуьниз!...
Примерный перевод:
...Поубивали всех мужчин в селах,

Готовиться к мести оружие держа,

Девушка с достоинством мужчины,

В сердце месть за народ закипает!

Все семеро ее братьев воинами пали,

И мать, и отца убили подлые враги..

Огонь мести полыхает в груди,

Жизнь без мести продождает бессчетстие.

Одежду убитого брата надела она,

К битве за честь народа готова.

За весь ее род грядёт отомщение,

Готова она проявить всю отвагу!...